# ハンス・ハインリヒ11世・フォン・ホッホベルク

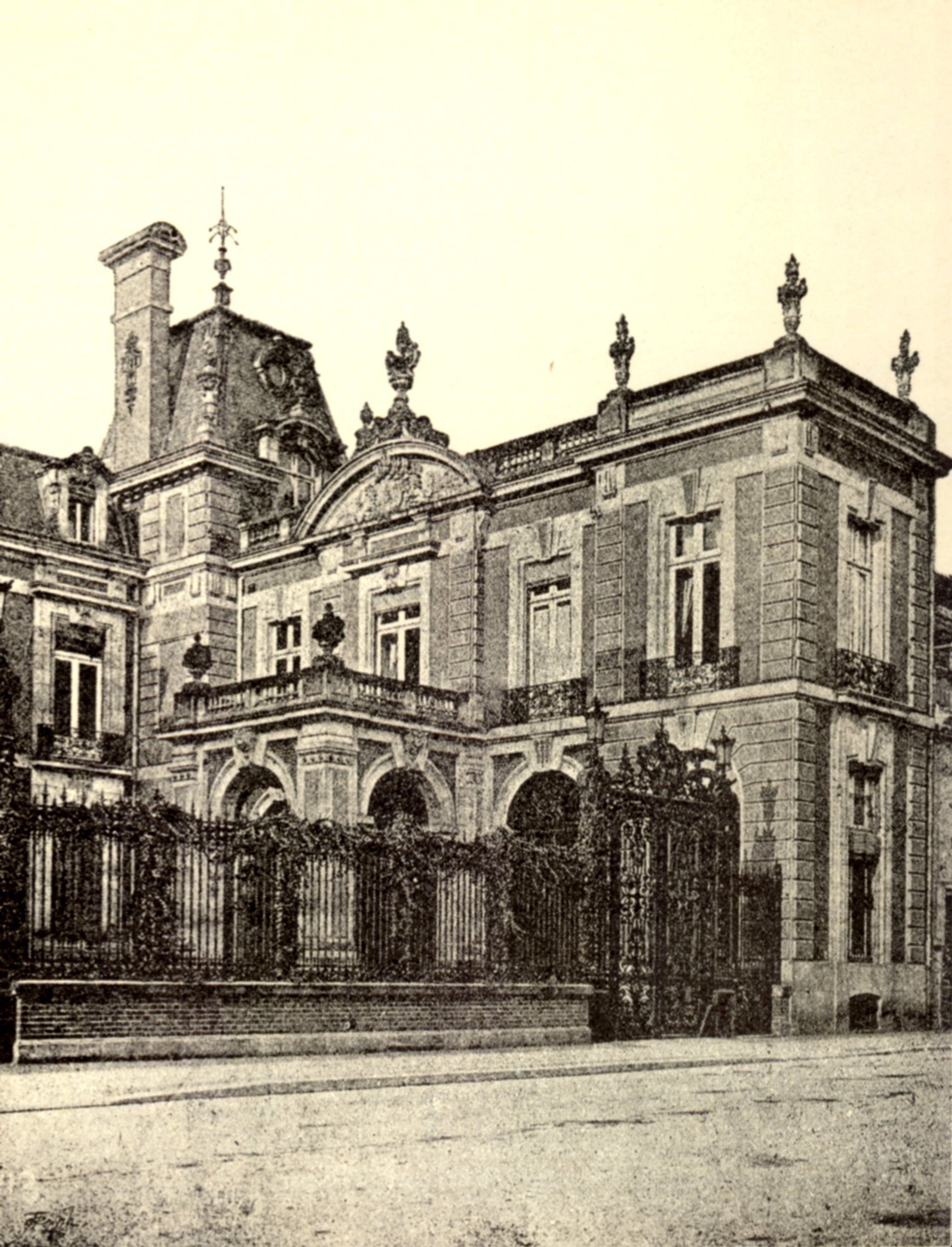
ヴィルヘルム街78番地に建つ、フランス様式のプレス宮殿

ハンス・ハインリヒ11世・フォン・ホッホベルク（Hans Heinrich XI. Graf von Hochberg, Fürst von Pleß, Freiherr von Fürstenstein, 1833年9月10日 - 1907年9月14日）は、ドイツ・プロイセンのシュタンデスヘル、実業家、鉱山経営主。プレス侯（在位：1855年 - 1907年）。1905年に一代限りのプレス公爵（Herzog von Pleß）に叙せられた。

## 生涯
プレス侯ハンス・ハインリヒ10世の長男として生まれ、1850年から1856年までプロイセン軍に勤務し、その後は侯爵家の資産経営に携わった。ドイツ皇帝ヴィルヘルム1世およびヴィルヘルム2世の狩猟長（Oberstjägermeister）を務め、狩猟における功績を讃えられて、狩猟用ホルンにその名が付けられた（プレス・ホルン/Fürst-Pless-Horn）。1863年よりプロイセン貴族院議員となり、1867年から1884年までは自由保守党所属のドイツ帝国議会議員を務め、1890年からはプロイセン国民議会（下院）議員となった。
1873年から1875年にかけ、ベルリンのミッテ区ヴィルヘルム街78番地の、帝国宰相オットー・フォン・ビスマルク侯爵の宰相官邸のすぐ隣にある地所に、ルーヴル宮殿やロワール川の古城群（Schlösser der Loire）の影響を受けたフランス様式の小宮殿を建設させた。普仏戦争から間もない時期にこうした建造物をドイツ帝国の首都の中核部に築いたことで、ハンス・ハインリヒ11世は大きな非難を受けた。この小宮殿は屋根から突き出た多くの煙突のせいで、ベルリン市民たちから「煙突掃除人の大学（Schornsteinfegerakademie）」とあだ名された。
ハンス・ハインリヒ11世はヨーロッパバイソンの繁殖でも知られる。1865年、プレス侯領への贈り物として、純血の平野種（Flachlandlinie）バイソンの雄1頭と雌4頭がビャウォヴィエジャの原生林地帯からプレスの森に連れてこられた。5頭のバイソンは1年以上のあいだ隔離され、繁殖が試みられた。この繁殖は成功し、1936年にはプレス侯爵家の森からビャウォヴィエジャの森へ種牛が送られた。現在、ビャウォヴィエジャに生息する平野種バイソンは全て、プレス侯領で繁殖されたバイソンの子孫である。
1905年、皇帝ヴィルヘルム2世はハンス・ハインリヒ11世を一代限りのプレス公爵（Herzog von Pleß）に陞爵させた。晩年は「老翁（Der Alte）」「老公爵（Der alte Herzog）」などと呼ばれて重んじられた。
また、ハンス・ハインリヒ11世の三男フリードリヒ（通名フリッツ、1868年 - 1921年）は、1907年の日本滞在の記念に、マイセン陶磁器やベルリン陶磁器の工芸品数十点を京都帝室博物館（現在の京都国立博物館）に寄贈し、同博物館の西洋陶磁器コレクションの形成に寄与した。

## 子女
1857年1月15日にクライスト伯爵夫人マリー（1828年 - 1883年）と結婚し、間に5人の子女をもうけた。
- ハンス・ハインリヒ15世（1861年 - 1938年） - プレス侯
- ルイーゼ（1863年 - 1938年） - 1881年、ゾルムス＝バールト侯フリードリヒと結婚
- コンラート（1867年 - 1934年）
- フリードリヒ（1868年 - 1921年）
- ヴィルヘルム・ボルコ・エマヌエル（1886年 - 1934年）